# Ràtzia de 856
La ràtzia de 856 fou una campanya del valiat de l'Àndalus contra la marca Hispànica.

## Antecedents
El 856, l'emir de Còrdova Muhàmmad I li demana a Mussa ibn Mussa ibn Fortun que comandi un exèrcit per saquejar la Marca Hispànica, recentment conquerida i en la que els francs tenien un domini encara precari.
Musa acomplí la comanda i els exèrcits del Banu Qassi varen destruir uns quants castells del comtat de Barcelona, entre ells el de Terrassa foren conquerits, saquejant el territori. La incompetència d'Odalric en aquest afer no devia ser aliena a la seva posterior destitució. Mussa amb la seva part del botí amplià la mesquita de Saraqusta-
El comte Humfrid va pactar una treva amb Muhàmmad I aprofitant els conflictes interns a l'emirat de Qurtuba.